# Geigen (Willmering)
Geigen ist ein Gemeindeteil der Gemeinde Willmering im Landkreis Cham des Regierungsbezirks Oberpfalz im Freistaat Bayern.

## Geografie
Geigen liegt auf dem Nordwesthang des 522 Meter hohen Buchberges, 1 Kilometer nordöstlich von Willmering und von der Bundesstraße 22. 800 Meter nordwestlich von Geigen verläuft die Bahnstrecke Cham–Waldmünchen. Die nächsten Haltepunkte sind Willmering 1,4 Kilometer westlich von Geigen und Waffenbrunn 1,5 Kilometer nördlich von Geigen. Geigen lässt sich nur schwer von Willmering und Prienzing abgrenzen. Die sich unter dem Einfluss des nahen Chams ständig vergrößernden Siedlungen dieser Ortschaften gehen immer mehr ineinander über. Das gesamte Siedlungsgebiet, bestehend aus Prienzing, Geigen, Prienzing-Siedlung, Prienzing-Tradl, Pfannen und einigen umliegenden Grundstücken, hatte zum Zensus 2011 680 Einwohner.

## Geschichte
Geigen entstand Ende des 18. Jahrhunderts als Aussiedlerhof unter dem Namen Neugeigen. Unter diesem Namen wurde er noch im Topographisch-statistischen Handbuch des Königreichs Bayern von 1867 geführt. Im Vollständigen Ortschaften-Verzeichnis des Koenigreichs Bayern von 1876 wurde der Ort jedoch schon unter dem Namen Geigen verzeichnet. Der Ort entwickelte sich rasch zu einer größeren Siedlung. Gab es dort 1861 nur 7 Einwohner, waren es 1885 bereits 73.
1808 wurde die Verordnung über das allgemeine Steuerprovisorium erlassen. Mit ihr wurde das Steuerwesen in Bayern neu geordnet und es wurden Steuerdistrikte gebildet. Dabei kam Geigen zum Steuerdistrikt Waffenbrunn. Der Steuerdistrikt Waffenbrunn umfasste die Orte Waffenbrunn, Maiberg, Pointmühle, Weiher, Prienzing, Stegmühle, Neugeigen, Willmering und Zifling.
1821 wurden im Landgericht Cham Gemeinden gebildet. Aus dem Steuerdistrikt Waffenbrunn gingen die Gemeinden Waffenbrunn und Willmering hervor. Die Gemeinde Willmering erhielt dabei die Orte Prienzing, Stegmühle, Neugeigen, Willmering und Zifling. 1861 umfasste die Gemeinde Willmering die Ortschaften Brennet, Mühlwiese, Neugeigen, Nunsting, Prienzing, Stegmühle, Willmering und Zifling.

## Pfarreizugehörigkeit
Geigen gehörte zunächst zur Pfarrei Chammünster. 1923 wurde Geigen der neu gegründeten Pfarrei Waffenbrunn zugeteilt. 1997 hatte Geigen 316 Katholiken.

## Einwohnerentwicklung ab 1861
| Jahr | Einwohner | Gebäude |
| ---- | --------- | ------- |
| 1861 | 7         | 2       |
| 1871 | 17        | 10      |
| 1885 | 73        | 12      |
| 1900 | 71        | 11      |
| 1913 | 85        | 17      |

| Jahr | Einwohner | Gebäude |
| ---- | --------- | ------- |
| 1925 | 111       | 17      |
| 1950 | 156       | 37      |
| 1961 | 178       | 40      |
| 1970 | 277       | k. A.   |
| 1987 | 289       | 86      |
| 2011 | 310       | k. A.   |

## Tourismus und Denkmalschutz
Am Nordostrand von Geigen befindet sich eine Kapelle bei der Quelle Maria von der immerwährenden Hilfe.
Südöstlich von Geigen auf dem Buchberg-Massiv befindet sich die Burgruine Buchberg. Sie ist als Baudenkmal mit der Denkmalnummer D-3-72-175-5 und als Bodendenkmal mit der Denkmalnummer D-3-6742-0042 ausgezeichnet.
Am Südostrand von Geigen verläuft der Pandurensteig.